# Elcaribe paniculus
Elcaribe paniculus är en tvåvingeart som beskrevs av Webb 2006. Elcaribe paniculus ingår i släktet Elcaribe och familjen stilettflugor. Inga underarter finns listade i Catalogue of Life.